# Robert West
Robert West (Waterford, ... – Dublino, 1770) è stato un pittore e incisore irlandese.
Nato a Waterford, dove il padre era aldermanno, si è formato artisticamente a Parigi, con François Boucher e Jean-Baptiste van Loo.
Probabilmente attivo in Irlanda prima dei suoi studi in Francia, è invece certo che al termine degli studi si stabilì a Dublino, dove aprì una scuola alla fine degli anni '30 del XVIII secolo.
Quando, nel 1757, la Dublin Society aprì una scuola di disegno, West fu il primo a guidarla. Nel 1763 fu sollevato dall'incarico per una malattia mentale, e fu sostituito da un suo ex allievo, Jacob Ennis. Alla morte di quest'ultimo, nel 1770, fu reintegrato nel ruolo, ma morì nello stesso anno.
Tra i suoi studenti ci fu anche Thomas Burke.